# Rhabdocosma dolini
Rhabdocosma dolini là một loài bướm đêm thuộc họ Ypsolophidae. Nó là loài duy nhất được tìm thấy ở Madagascar.
Sải cánh dài khoảng 16 mm.